# 矢島保治郎

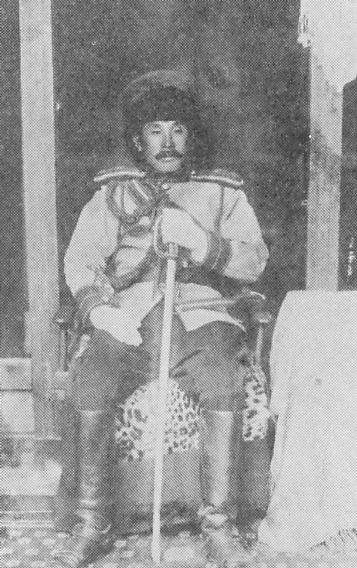
チベット時代の矢島保治郎

矢島 保治郎（やじま やすじろう、1882年（明治15年）8月23日 - 1963年（昭和38年）2月13日）は日本の探検家、軍人。四川省からのルートで初めてチベット入りした人物であり、ダライ・ラマ13世の厚遇を受けてチベットの軍事顧問に就任した。
文献によっては名前が「保次郎」となっているものもあるが、矢島が使っていた名刺や親族からの手紙などには「保治郎」が使われている。

## 人物・生涯
群馬県佐位郡殖蓮村大字上植木（現・伊勢崎市本関町）の裕福な農家の三男に生まれる。群馬県尋常中学校（現・群馬県立前橋高等学校）を中退後、日露戦争に従軍。乃木希典率いる第三軍で旅順攻囲戦に参加し、突撃隊である白襷隊にも志願した。この戦功で軍曹に昇進し、また功七級の金鵄勲章を授与されている。
1906年（明治39年）、剣術に秀でていたことから陸軍戸山学校（戦術や体操、剣術などの指導者養成を目的とする）へ入学を命じられる。しかしこの頃になると矢島は、当時ベストセラーとなっていた河口慧海『西蔵旅行記』に大きく刺激され、アジア横断無銭旅行を志すようになっていた。そこで、チベット人に変装できるようになるため髪を伸ばし始め（チベット人は男でも長髪にする風習があった）、同時に、長髪は規律違反だとして切るように言う同僚や上官に対し「神武天皇だって長い髪をしているではないか。俺は神武天皇の従者になってロシア征伐に行くんだ」などと抗弁するなど狂人のふりをするようになる。これが功を奏し、1907年（明治40年）12月に除隊。
翌1908年（明治41年）、上京し、キリスト教伝道師島貫兵太夫が設立した渡米支援団体「日本力行会」に入会。会の中に「冒険倶楽部」という部を設けて、アジア横断無銭旅行の同志を募った。当時は寺本婉雅のチベット入国が話題になっていた時期であり、矢島の計画は好意を持って迎えられ、賛同者は30名に達した。また、冒険小説家・押川春浪からは、当時貴重品であったコダックのカメラを贈られている（島貫が春浪の父・押川方義の教え子だったことが縁で、矢島は春浪の家に出入りしていた）。
当初は30人いた賛同者も、計画が進むにつれ脱落していき、結局矢島は単身で横浜港から出発することになる。1909年（明治42年）2月3日のことであった。

### 最初のチベット入り
上海に到着した矢島は、東亜同文書院の根津一に面会した後、南京-漢口-北京-鄭州-西安-漢中と旅を続け、9月10日に成都へ到着する。矢島はここで、約1年の間、打箭炉（ダルツェンド、現・康定）や重慶との間を往復しながらチベットに入国するチャンスを探った。というのも、当時のチベットは鎖国政策を取っており、特に矢島の成都滞在当時は清との間が緊張状態にあったため、この国境を超えるのは非常に困難だったからである。矢島以前にも、能海寛や寺本婉雅がこの国境を抜けようとして失敗している。
1910年（明治43年）の秋になって矢島は、打箭炉で、かつて西安に滞在していた時に出会ったラマ僧イーヤンと偶然再会する。イーヤンは茶をチベットへ輸送するキャラバンの一員としてラサへ向かうところであった。矢島はこのキャラバンの隊長と交渉し、モンゴル人に変装して隊の一員に加わることに成功する。この経緯については詳細なことが分かっていないが、浅田晃彦は、矢島はピストルを持っていたことから、護衛役として同行を許されたのではないかと推測している。こうして、1911年（明治44年）3月4日、矢島はラサに到着し、河口慧海、成田安輝、寺本婉雅に次ぐ、チベットに入国した4人目の日本人となった。なお、それまでにチベット入りした3人はいずれもインドからのルートで入国しており、四川省から入った人間としては矢島が日本初ということになる。
ラサには1カ月ほど滞在したが、日本人密入国者であることが発覚しそうになってきたため、チベットを南下してシッキム王国（現在のインド・シッキム州）を経由し、インドへと抜けた。そしてカルカッタから船員として貨物船に乗り込み、1912年（明治45年）3月、日本に一旦帰国する。
帰国した矢島は力行会を訪ね、再度チベットに赴くための資金援助を希望する。とはいえ力行会は会の存続自体が危ういほど資金に窮しており、ここでその資金を引き受けたのは川島浪速であった。川島は満州・モンゴルの独立運動を行なっていた人物であるが、チベットも最終的には独立させたいと考えており、その計画の一環として矢島へチベットの情報収集を依頼する。こうして、川島から資金の提供と情報収集の命を受けた矢島は、日本滞在わずか2日で再び船に乗りインドへ向かった。

### 2度目のチベット入り
インドに到着した矢島は、インドとシッキムの国境近くの町カリンポンからシッキムを経由してと、前年チベットを出国したルートの逆を行くような形でチベットへ再入国した。なお、この時カリンポンでは、やはりチベット入りを目指していた青木文教と多田等観の二人に偶然出会っている。
7月23日、ラサに着いた矢島は政府高官たちに接触し、日本とチベットの提携を説いたが、当時のチベットは親英路線が強く、これは成果をあまり上げなかった。また、この頃チベットと清はラサで戦闘をしている最中であったが、矢島はこれを直接目撃した唯一の日本人である。

雪山獅子旗

翌1913年（大正2年）の正月には、新年を祝うために日章旗を宿舎の屋根に掲げ、これを役人に咎められるという事件が起きたが、この事件はチベットにも国旗（雪山獅子旗）が制定されるきっかけとなった。この国旗をデザインしたのは矢島とも青木文教ともいわれている。
同年、ラサの地図を制作したことがきっかけでチベット軍の参謀総長と知り合いになり、軍事顧問として迎えられ、兵舎の設計や部隊の教練も依頼された。さらに、矢島の訓練した隊の演習成績が特に良かったことがダライ・ラマの目にとまり、近衛兵の編成と訓練を頼まれるようになる。
矢島は親衛隊長としてダライ・ラマが巡幸を行なうときは常に近衛兵を率いて護衛にあたり、また現地の豪商の一人娘と結婚して子供も産まれた。ダライ・ラマからは絶大な信頼を得ており、その例をあげると、矢島はノルブリンカ離宮内に住居を与えられていたのだが、結婚した際には、離宮は女人禁制の聖域であったにもかかわらず、特別に妻と共に生活することを許されるほどであった。
しかし、その後イギリスのインド政庁がダライ・ラマに矢島の追放を要請。ダライ・ラマは形の上ではこれを拒否したものの、チベットが親英路線にある現状として、これを完全に無視することはできない話であった。矢島としてもその辺りの事情はよく判っており、1918年（大正7年）10月、妻子を連れてラサを発ち、インドを経由して日本へ帰国した。

### 晩年
帰国後は故郷の群馬県で生活したが、妻は慣れない環境から1923年（大正12年）に病死し、息子も後に太平洋戦争で戦死した。矢島自身にとっても日本での生活はあまり本意なものではなく、「痩せても枯れても俺はチベットの陸軍大将だぞ」が口癖であまり働きもしなかったことから、一種の奇人として地元では扱われていた。
1963年（昭和38年）2月13日、老衰と肝硬変のため死去。80歳。